# Cymbidium erythraeum
Cymbidium erythraeum позната још као индијски cymbidium је врста орхидеја из рода Cymbidium и породице Orchidaceae. Природно станиште је Хималаји па до Кине. Има наведених подврста у Catalogue of Life.
подврсте
- C. e. erythraeum
- C. e. flavum